# (24907) Alfredhaar
(24907) Alfredhaar est un astéroïde de la ceinture principale.

## Description
(24907) Alfredhaar est un astéroïde de la ceinture principale. Il fut découvert le 4 février 1997 à Prescott (Arizona) par Paul G. Comba. Il présente une orbite caractérisée par un demi-grand axe de 2,45 UA, une excentricité de 0,07 et une inclinaison de 4,7° par rapport à l'écliptique.

## Compléments